# مقاطعة كراوفورد (كانساس)
مقاطعة كراوفورد (بالإنجليزية: Crawford County)‏ هي إحدى المقاطعات في ولاية كانساس، الولايات المتحدة الأمريكية.

## أعلام
- بيل راسيل
- لي ألين